# باشگاه نیمه‌شب: لس آنجلس
کلوپ نیمه شب: لس آنجلس Midnight Club: Los Angeles یک بازی ویدئویی مسابقه ای است که در سال 2008 توسط Rockstar San Diego توسعه یافته و توسط Rockstar Games منتشر شده است. این بازی چهارمین و آخرین قسمت از سری Midnight Club است که پیش از آن در ژانویه 2010 متوقف شد. نقشه جهان باز لس آنجلس به اندازه هر سه شهر از اقساط قبلی است. پس از چندین تاخیر، Midnight Club: Los Angeles در اکتبر 2008 منتشر شد.

## گیم پلی
Midnight Club: Los Angeles در شهر لس آنجلس جریان دارد و دوباره گزینه ای را برای پرسه زدن کاملا آزاد (در یک محیط جهان باز بزرگتر از هر سه شهر ترکیب شده از بازی قبلی، Midnight Club 3: Dub Edition) فراهم می کند. افزوده های جدید یک چرخه شبانه روزی 24 ساعته، اثرات آب و هوا و ترافیک با وسایل نقلیه مجاز است که جنبه واقعی را به بازی اضافه می کند. گزارش شده است که سیستم آب و هوای پویا جدید تجربه گیم پلی را تغییر می دهد و خودرو را مستعد سر خوردن روی سطوح صاف می کند. اگر پس از مسابقات به وسیله نقلیه آسیبی وارد شود، بازیکن لزوماً نیازی به بازگشت به گاراژ برای تعمیر کامل ندارد، بلکه می‌تواند گزینه «تعمیر سریع» را انتخاب کند که از طریق آن قطعات قدیمی و آشغال‌آمیز از بین خواهند رفت. به ماشین اضافه شد برای بازگرداندن آن "ظاهر ماشین جدید و زیبا"، بازیکن باید در واقع برای تعمیر وسیله نقلیه خود در گاراژ یا پمپ بنزین برگردد. این همچنین به این معنی است که جمع کردن یک وسیله نقلیه تنها در یک مسابقه یا رویداد ممکن است. با استفاده از سیستم RAGE برای این بازی، سطح ترافیک در طول روز در نوسان است، با ترافیک کم در شب، ترافیک سنگین در صبح و بعد از ظهر، و سنگین ترین ترافیک در عصرها. موتورسیکلت ها دوباره بخشی از بازی هستند، از جمله Ducati 999R و Kawasaki Ninja ZX-14. ماشین‌های قابل تبدیل، فضای داخلی قابل شخصی‌سازی، حالت عکس درون بازی، و ویژگی‌های عجیب و غریب قابل تنظیم، همه موارد جدید هستند. توسعه دهندگان تاکید زیادی بر حذف نمایشگرهای بارگذاری داشتند و اظهار داشتند که بازیکن می تواند به معنای واقعی کلمه از حالت حرفه ای به مسابقه آنلاین در کمتر از ده ثانیه بپرد.
گفته می‌شود که لس آنجلس طولانی‌ترین بازی از میان چهار بازی Midnight Club است، با بیش از ده نوع مختلف مسابقه از جمله مسابقات سری، مسابقات، مسابقات اسلیپ صورتی و مسابقات آزادراه. برای اکثر این مسابقات، بازیکنان باید قبل از شروع مسابقه، با حریف خود تا خط شروع مسابقه دهند تا تکرار بیشتری کسب کنند (سیستم سطح بندی که برای تعیین مهارت بازیکن در بازی استفاده می شود) قبل از شروع مسابقه واقعی، اگرچه می توان از آن صرف نظر کرد. مسابقات چهار مشکل دارند: ساده ترین، متوسط، سخت ترین و سخت ترین. این مشکلات با کد رنگی مشخص می شوند که سبز ساده ترین، زرد متوسط، نارنجی سخت و قرمز سخت ترین است. هر مشکل مسابقه پی در پی پاداش بیشتری نسبت به قبلی دارد.
تعدادی توانایی ویژه در بازی آورده شده است (یک ویژگی بازگشتی از قسمت قبلی). اینها شامل یک EMP است که وسایل الکترونیکی هر وسیله نقلیه اطراف پخش کننده را غیرفعال می کند. آگرو، که وسیله نقلیه بازیکن را غیرقابل تخریب می کند و توانایی شخم زدن در ترافیک را بدون کاهش سرعت ماشین می دهد. غرش، که یک موج صوتی می فرستد که ترافیک را از مسیر بازیکن خارج می کند تا مسیری روشن و مستقیم در خیابان ها داشته باشد. و Zone، قادر به کاهش زمان و افزایش موقتی در جابجایی هستند. قسمت قبلی توانایی‌های ویژه‌ای را به ماشین‌های خاصی محدود می‌کرد، اما همه وسایل نقلیه در این بازی اکنون می‌توانند از هر یک از این توانایی‌های ذکر شده در بالا به انتخاب بازیکن استفاده کنند. این توانایی ها را می توان در گاراژها نیز در صورت لزوم تغییر داد.
پلیس برمی گردد اما دیگر برای یک نژاد خاص برنامه ریزی نشده است. آنها متوجه تخلفات ساده در دنیای بازی می شوند (روشن کردن چراغ قرمز، سرعت زیاد، سوختن، ضربه زدن به ماشین های خود یا ماشین های نزدیک، و رانندگی در خارج از جاده). در صورت دستگیری، بازیکنان می‌توانند این انتخاب را داشته باشند که خود را کنار بکشند (که با نزدیک شدن ماشین پلیس صحنه‌ای خاص ایجاد می‌کند) یا پلیس را به تعقیب و گریز هدایت کنند. بازی پس از مدتی یا در صورت از دست دادن دید پلیس از بازیکن، به "حالت تعقیب" می رود. اگر بازیکن تصمیم بگیرد که موتور را روشن کند و در حین کات اسکین "pull over" از صحنه فرار کند، این اتفاق می افتد. تخلفاتی که باعث می شود بازی مستقیماً به حالت تعقیب و گریز برود شامل سرعت غیرمجاز و آسیب بیش از حد به ماشین پلیس است. مقامات پلیس بدون توجه به جایی که بازیکن هستند تعقیب می کنند و هر چه بازیکن بیشتر از دستگیری فرار کند، در صورت دستگیری بازیکن باید جریمه بیشتری بپردازد. اگر وسیله نقلیه بازیکن در حین تعقیب خسارت بیش از حد (مجموع) وارد شود، آنها نیز دستگیر می شوند.
علاوه بر این، شصت مجموعه کلکسیونی وجود دارد که بازیکن می تواند آنها را در سراسر لس آنجلس پنهان پیدا کند. این بشکه ها به صورت بشکه های نفت زرد با نشان Rockstar چاپ شده روی آنها ظاهر می شوند. هر ده کلکسیونی که پیدا می‌شود، یکی از شش اصلاح‌کننده بازی را باز می‌کند (که در بازی به عنوان «کدهای تقلب» ذکر شده است)، در حالی که با یافتن نیمی از کلکسیون‌ها، قفل دستاوردها باز می‌شود. با این حال، فعال کردن هر یک از این اصلاح‌کننده‌های خاص (به استثنای اصلاح‌کننده‌ای که قفل دوربین دید بالای سر را باز می‌کند) از کسب درآمد، تکرار و پیشرفت شغلی بیشتر بازیکن جلوگیری می‌کند.

### چند نفره
بازی آنلاین از شانزده بازیکن به طور همزمان پشتیبانی می کند. تعدادی حالت جدید معرفی شد، از جمله Keep Away که بازیکن باید پرچم را تا زمانی که می‌تواند نگه دارد، و Stockpile که در آن پرچم‌های متعددی وجود دارد که باید ضبط شوند. پاور آپ های آنلاین جدید ذکر شده عبارتند از Mirror (منعکس کننده هر قدرتی است که به بازیکن شلیک می شود)، Agro (همانند توانایی ویژه آفلاین عمل می کند، وزن وسیله نقلیه بازیکن را افزایش می دهد و آنها را قادر می سازد بدون آسیب یا کاهش سرعت از طریق وسایل نقلیه دیگر تصادف کنند. ) و Random (به بازیکن یک پاور آپ تصادفی می دهد). جنبه جدیدی با عنوان "Rate My Ride" نیز معرفی شد که در آن بازیکنان می توانند برای مشاهده، رتبه بندی، فروش و خرید وسایل نقلیه تغییر یافته توسط کاربر به صورت آنلاین مراجعه کنند. غنائم شبکه پلی استیشن نیز گنجانده شده است، که در مجموع 46 تروفی باید برنده شود.
بسیاری از ویژگی های آنلاین به دلیل بسته شدن GameSpy در سال 2014 حذف شدند.

### ویرایشگر مسابقه
این بازی دارای ویژگی‌های ویرایشگر مسابقه است که به بازیکن اجازه می‌دهد برای بازی آنلاین آهنگ ایجاد کند. مزیت حاشیه‌ای این حالت این است که امکان رومینگ رایگان نقشه بازی (از جمله جمع‌آوری و کسب دستاوردهای مختلف) را بدون ترافیک، پلیس، آسیب یا سایر تداخل‌های گیم‌پلی فراهم می‌کند.

### سوشیال کلاب
Midnight Club: لس آنجلس بخشی از باشگاه اجتماعی Rockstar است و شامل ویژگی‌هایی است که آمار رانندگی بازیکن را ردیابی می‌کند و به طور بالقوه به آن‌ها محتویات مختلف درون بازی مانند هیدرولیک، رینگ‌های TIS و Audi R8 اهدا می‌کند. برای به دست آوردن این جوایز، بازیکنان باید شرایط خاصی را برای دستیابی به C-License، B-License و A-License خود انجام دهند. پس از دریافت هر مجوز، یک پاداش جدید به دست می آید. بازیکنان همچنین می‌توانند رتبه‌بندی وسیله نقلیه خود را در بازی «Rate My Ride» مشاهده کنند، وسایل نقلیه بازیکنان دیگر را رتبه‌بندی کنند، آمار آنها را مشاهده کرده و با سایر بازیکنان مقایسه کنند، تابلوهای امتیازات آنلاین را مشاهده کنند، و عکس‌های درون بازی را آپلود و به اشتراک بگذارند. باشگاه اجتماعی همچنین میزبان مسابقات آنلاین است که به شرکت کنندگان برنده جوایزی اهدا می کند.

## طرح
مردی از ساحل شرقی به لس آنجلس نقل مکان می کند. این شخصیت که تنها با نام "بازیکن" (متیو متزگر) شناخته می شود، نقش اصلی را در بازی بر عهده می گیرد. در مقدمه بازی، او با قهرمان شهر لس‌آنجلس، بوکی (مارتین لوتر مک‌کوی) صحبت می‌کند و به او می‌گوید که در رستوران فست‌فود Carney's Express Limited ملاقات کنید. او در ابتدای بازی سه ماشین را به قهرمان می دهد: یک نیسان 240SX 1998، فولکس واگن گلف GTI 1983، یا فولکس واگن Scirocco 1988.
هنگامی که بازیکن به اندازه کافی شهرت به دست آورد، توانایی تبدیل شدن به قهرمان شهر و هر نوع ماشین را به دست می آورد. اولین موردی که ارائه می شود قهرمان شدن شهر است. در نقطه ای از بازی، کارول (سائول استین) تماس می گیرد و به بازیکن می گوید که بوکه به عنوان قهرمان شهر بازگشته است. سپس بوکی به بازیکن می‌گوید که با حریفان منطقه‌ای مسابقه دهد تا ببیند آیا می‌توانند با او مسابقه دهند یا خیر. پس از اینکه بازیکن آنها را شکست داد، بوکی تماس می‌گیرد و می‌گوید تحت تأثیر قرار گرفته است و او را در هتل استاندارد برای مسابقه‌ای ملاقات می‌کند که در نهایت مسابقه قهرمان شهر در مقابل بوکی و یکی از مسابقات نهایی در حالت Career است. هنگامی که بازیکن برنده می شود، بازیکن نه تنها قهرمان شهر می شود، بلکه مسابقات قهرمانی دیگر نیز باز می شود. هنگامی که بازیکن پس از باز کردن قفل وسایل نقلیه گروه 4 در 35 مسابقه با انواع وسیله نقلیه برنده شد، قهرمانان هر پنج کلاس خودرو در بازی بازیکن را به چالش می کشند. شخصیت ها اسوالدو (موتور سیکلت)، جولیان (تیونر)، لستر (لاکچری)، پیت (غربی) و مارسل (عضله) هستند.
بعد از اینکه بازیکن قهرمان سیتی شد، کارول تماس می گیرد و یک پیشنهاد دارد. او از بازیکن می خواهد که 1 میلیون دلار برای کمک به مالکیت مشترک دو گاراژ خود با او برای تجارتش دریافت کند. در مقابل، او به بازیکن اجازه می دهد هر چیزی را به صورت رایگان در گاراژ داشته باشد. این پیشنهاد همچنین بر گاراژ Doc's South Central تأثیر می گذارد، اگرچه بازی به آن اشاره ای نمی کند.
بعد از اینکه کاراکتر در نسخه PSP Remix در لس آنجلس 100% کامل شد، مرد ناشناسی که به نحوی به شماره همراهش رسیده است با او تماس می گیرد و می گوید که می خواهد در "پرواز به توکیو" با او در فرودگاه بین المللی لس آنجلس ملاقات کند. که باعث می شود شخصیت بگوید "در مورد باشگاه نیمه شب صحبت می کنی؟" پس از تماس، شغل و نقشه توکیو در Midnight Club: L.A. Remix قابل دسترسی است.

## توسعه و بازاریابی
Midnight Club: لس آنجلس با استفاده از موتور RAGE که در گروه فناوری RAGE راک استار سن دیگو توسعه داده شد، که برای عناوین Rockstar بر روی کنسول‌های نسل هفتم استفاده می‌شد، توسعه داده شد. به گفته جی پانک، تهیه کننده Rockstar San Diego، تیم سازنده به دلیل پیوند قوی شهر با فرهنگ مسابقه خیابانی، لس آنجلس را به عنوان مکان بازی انتخاب کردند. این تیم همچنین چندین مکان واقعی در لس آنجلس را مجوز می دهد تا شهر را معتبرتر کند.
Midnight Club: لس آنجلس چندین بار در طول توسعه به تعویق افتاد. در ابتدا قرار بود در اوایل سال 2008 منتشر شود اما تا سپتامبر به تعویق افتاد. در جولای 2008، Rockstar Games اعلام کرد که بازی یک بار دیگر تا اوایل اکتبر به تعویق خواهد افتاد، فقط برای Midnight Club: Los Angeles که انتشار آن به چند هفته عقب‌نشینی می‌شود و در نهایت در اواخر اکتبر منتشر می‌شود.

### به روز رسانی و توسعه
از زمان انتشار این بازی، چندین به روز رسانی و محتوای قابل دانلود منتشر شده است. اولین به‌روزرسانی که در 9 دسامبر 2008 منتشر شد، شامل بهبود تعادل هوش مصنوعی برای تطبیق بهتر با سطح مهارت بازیکن، پلیس‌ها بهبود یافته‌اند، و ایکس‌باکس 360 پشتیبانی بیشتری برای مسابقات در Rockstar Social Club دریافت کرد. همچنین بخشی از به روز رسانی یک حالت بازی آنلاین اضافی به نام "Modes" بود، که در آن کاربر می توانست به جای یک حالت خاص، به غیر از حالت کروز، به لابی رفته و حالت های مختلف مسابقه و پرچم را انجام دهد.
جدیدترین به روز رسانی "South Central Upgrade And Content Pack" نام دارد و شامل یک منطقه کاملاً جدید از نقشه، جنوب مرکزی لس آنجلس، تقریباً یک سوم اندازه نقشه فعلی، به صورت رایگان است. بازیکنان همچنین می‌توانستند این بسته را خریداری کنند که شامل مسابقات شخصیت‌های جدید، مسابقات، موسیقی و اتومبیل‌های موجود در یک بسته کامل بود. وسایل نقلیه جدید شامل اتومبیل های مختلف و برای اولین بار در بازی، SUV ها بودند. این محتوا در ابتدا قرار بود در 12 مارس منتشر شود، اما تا 19 مارس بدون هیچ نظری از سوی Rockstar به تعویق افتاد.[17] مشکلاتی در این تاریخ هنگام انتشار آن در Xbox Live رخ داد و برای بار دوم به تاخیر افتاد. همچنین گفته شد که بسته‌های خودروی اضافی در آینده منتشر خواهند شد، اما در 27 مارس راک استار به طور تصادفی بسته‌های خودرو را روی Xbox Live قرار داد. آن‌ها بعداً همان روز از بازار Xbox Live حذف شدند و از هر کسی که در آن زمان آن را دانلود می‌کرد، خواسته شد متوقف شود.
در 14 ژانویه 2009، بسته محتوا به طور تصادفی در بازار Xbox Live در مرحله آزمایش و تایید آن توسط مایکروسافت منتشر شد. به گفته یکی از کارکنان Xbox Live Marketplace، سپس حذف شد و از هر کسی که می‌توانست آن را دریافت کند، خواسته شد آن را حذف کند، زیرا ممکن است باعث ایجاد مشکلات پیش‌بینی نشده در دستاوردها و ذخیره داده‌ها شود. در 23 مارس، رویدادی در رویدادهای Xbox Live برای Midnight Club: Los Angeles South Central قرار بود در 29 مارس پست شود، اما در همان روز از بخش رویدادها حذف شد. Rockstar سپس پست جدیدی را در سایت Midnight Club: Los Angeles در 30 مارس قرار داد و گفت که این رویداد در 4 آوریل برگزار می شود. چهار روز بعد، هر دو نسخه South Central Expansion و Premium Pack در بازار Xbox Live برای دانلود منتشر شدند. . در 23 آوریل، دومین بسته وسیله نقلیه در Xbox Live و PSN منتشر شد که شامل چهار وسیله نقلیه جدید بود: کادیلاک XLR V 2008، میتسوبیشی لنسر Evolution X 2008، استون مارتین DB9 2007، و یک موتور سیکلت اضافی (سریع ترین موتورسیکلت جدید موجود). در بازی)، دوکاتی 1098R 2008. منطقه مورد علاقه خاص، پیام تلفنی است که پخش کننده دریافت می کند در صورتی که همه اتومبیل ها، از جمله اتومبیل های قابل دانلود، خریداری شده باشند. در این پیام آمده است: «به زودی خودروهای بیشتری با عملکرد بالا عرضه می‌شوند». این پیام را می توان زمانی که بازیکنی به طور مداوم وارد هر گاراژ و خارج می شود، نمایش داده می شود.
در 10 اکتبر، Rockstar یک "بسته ماشین پلیس" رایگان در Xbox Live منتشر کرد. این به بازیکن توانایی مسابقه با استفاده از پنج نوع مختلف خودروی پلیس از شورلت و دوج را با طرح‌های رنگ آمیزی از اداره پلیس لس آنجلس، گشت بزرگراه کالیفرنیا و گمرک و گشت مرزی ایالات متحده داد و به بازیکن این توانایی را داد تا از پلیس در حین کروز یا مسابقه. اگر بازیکن در مسابقه خیابانی گرفتار شود پلیس او را تعقیب خواهد کرد. با این حال، اگر بازیکن هنگام مسابقه خیابانی آژیر را روشن کند، پلیس بازیکن را تعقیب نخواهد کرد، به احتمال زیاد به این دلیل که معتقد است بازیکن یک افسر همکار است و سایر مسابقات خیابانی را شکار می کند. بسته ماشین پلیس در ۲۲ اکتبر در شبکه پلی استیشن منتشر شد.

### Midnight Club: ریمیکس L.A
Midnight Club: L.A. Remix نسخه قابل حمل Midnight Club: Los Angeles برای PlayStation Portable است. این بازی توسط Rockstar London توسعه یافت و در 21 اکتبر 2008 در آمریکای شمالی و در 24 اکتبر در منطقه PAL منتشر شد. این بازی تنها بخشی از لس آنجلس را با استفاده از یک نسخه کمی تغییر یافته از نقشه لس آنجلس از Midnight Club II نشان می دهد. برای جبران این موضوع، بازی دارای شهر قابل بازی دیگری به نام توکیو است که از نقشه مشابه Midnight Club 3: DUB Edition Remix استفاده می کند. برخلاف نسخه کنسولی، پلیس در حالت "کروز" بازیکن را تعقیب نمی کند، اما بازیکن می تواند پس از دویدن طولانی مدت از پلیس و در نهایت وارد شدن به جعبه و جریمه نشدن، دستگیر شود. همچنین برخلاف نسخه کنسول، Midnight Club: L.A. Remix دارای صحنه های برش نیست. ماشین‌های بازی تقسیم‌بندی شده‌اند به این معنی که نیمی از ماشین‌ها را می‌توان در لس‌آنجلس استفاده کرد و نیمی دیگر را می‌توان در توکیو استفاده کرد. دوچرخه ها تقسیم نمی شوند زیرا هر سه می توانند در لس آنجلس و توکیو استفاده شوند.

### نسخه کامل
راک استار گیمز Midnight Club: Los Angeles – Complete Edition را به‌عنوان عنوان بهترین بازی‌های PlayStation 3/Range Platinum و عنوان Xbox 360 Platinum Hit/Classics در 12 اکتبر 2009 منتشر کرد. نسخه کامل شامل تمام نقشه‌ها، وسایل نقلیه، و موسیقی از Midnight Club اصلی: لس آنجلس به علاوه تمام محتوای قابل دانلود قبلی موجود روی دیسک برای جبران پیشرفت خود را از دست داد، بنابراین بازیکن را از شروع دوباره نجات داد، و اشکالات و دشواری نامتعادل نسخه اصلی را برطرف کرد.

## بازخوردها
Midnight Club: لس آنجلس پس از انتشار با استقبال مثبتی روبرو شد. GameRankings و Metacritic امتیاز 81.66٪ و 82 از 100 را برای نسخه پلی استیشن 3،  80.64٪ و 81 از 100 برای نسخه Xbox 360،  و 78.96٪ و 79 از 100 برای نسخه PSP.
اکثر نقدها به تصویر کشیدن دقیق بازی از لس آنجلس، مقدار زیادی از عمق و گزینه های چند نفره، نرخ فریم ثابت، ارائه شیک، و موسیقی متن متنوع ستایش کردند. مناطقی که مورد انتقاد قرار گرفتند شامل شخصیت‌های کلیشه‌ای، بارگذاری آهسته بافت هنگام شروع بازی و دشواری نامتعادل بود.